# Sexred dell'Essex
Sexredo o Sexræd (fl. VII secolo) è stato un sovrano anglosassone che regnò sull'Essex dal 616 al 617.
Era figlio di re Saebert, primo sovrano cristiano dei Sassoni orientali. Salito sul trono dopo il padre regnò insieme al fratello Saeward. I due fratelli repressero i cristiani in favore degli antichi dei pagani dei loro avi. Per questo esiliarono Mellito, vescovo di Londra che aveva rifiutato loro il sacramento dell'eucaristia. Morirono in battaglia contro gli eserciti del Wessex guidati dai re Ceawlin e Cwichelm. Sul trono salì il figlio di Sæward, Sigeberht.